# Lena Goeßling
Lena Goeßling (Bielefeld, 8 maart 1986) is een voormalig Duits voetbalspeelster. Ze speelde als middenvelder onder andere voor VfL Wolfsburg in de Bundesliga en kwam meer dan honderd interlands uit voor het Duitse nationale team.

## Clubcarrière
Goeßling begon haar voetbalcarrière bij de lokale amateurvereniging SV Löhne-Obernbeck. Later voegde ze zich bij FC Gütersloh, waarmee ze met het onder 17 team landskampioen van Duitsland werd. Met de hoofdmacht van FC Gütersloh kwam ze twee seizoenen uit in de Tweede Bundesliga. In 2006 maakte ze een transfer naar SC 07 Bad Neuenahr. Na vijf seizoenen, waarin ze 97 wedstrijden speelde voor de club, voltooide ze een overstap naar VfL Wolfsburg.
Na het seizoen 2020/21 maakte Goeßling bekend een einde aan haar voetbalcarrière te hebben gemaakt.

## Statistieken
| Seizoen | Club               | Land      | Competitie | Wedstrijden | Doelpunten |
| ------- | ------------------ | --------- | ---------- | ----------- | ---------- |
| 2009/10 | SC 07 Bad Neuenahr | Duitsland | Bundesliga | 13          | 3          |
| 2010/11 | SC 07 Bad Neuenahr | Duitsland | Bundesliga | 22          | 8          |
| 2011/12 | VfL Wolfsburg      | Duitsland | Bundesliga | 22          | 5          |
| 2012/13 | VfL Wolfsburg      | Duitsland | Bundesliga | 21          | 4          |
| 2013/14 | VfL Wolfsburg      | Duitsland | Bundesliga | 20          | 3          |
| 2014/15 | VfL Wolfsburg      | Duitsland | Bundesliga | 17          | 6          |
| 2015/16 | VfL Wolfsburg      | Duitsland | Bundesliga | 22          | 5          |
| 2016/17 | VfL Wolfsburg      | Duitsland | Bundesliga | 7           | 0          |
| 2017/18 | VfL Wolfsburg      | Duitsland | Bundesliga | 19          | 0          |
| 2018/19 | VfL Wolfsburg      | Duitsland | Bundesliga | 10          | 1          |
| 2019/20 | VfL Wolfsburg      | Duitsland | Bundesliga | 22          | 1          |
| 2020/21 | VfL Wolfsburg      | Duitsland | Bundesliga | 18          | 5          |
| Totaal  | Totaal             | Totaal    | Totaal     | 213         | 41         |

Laatste update: 25 mei 2025

## Interlandcarrière

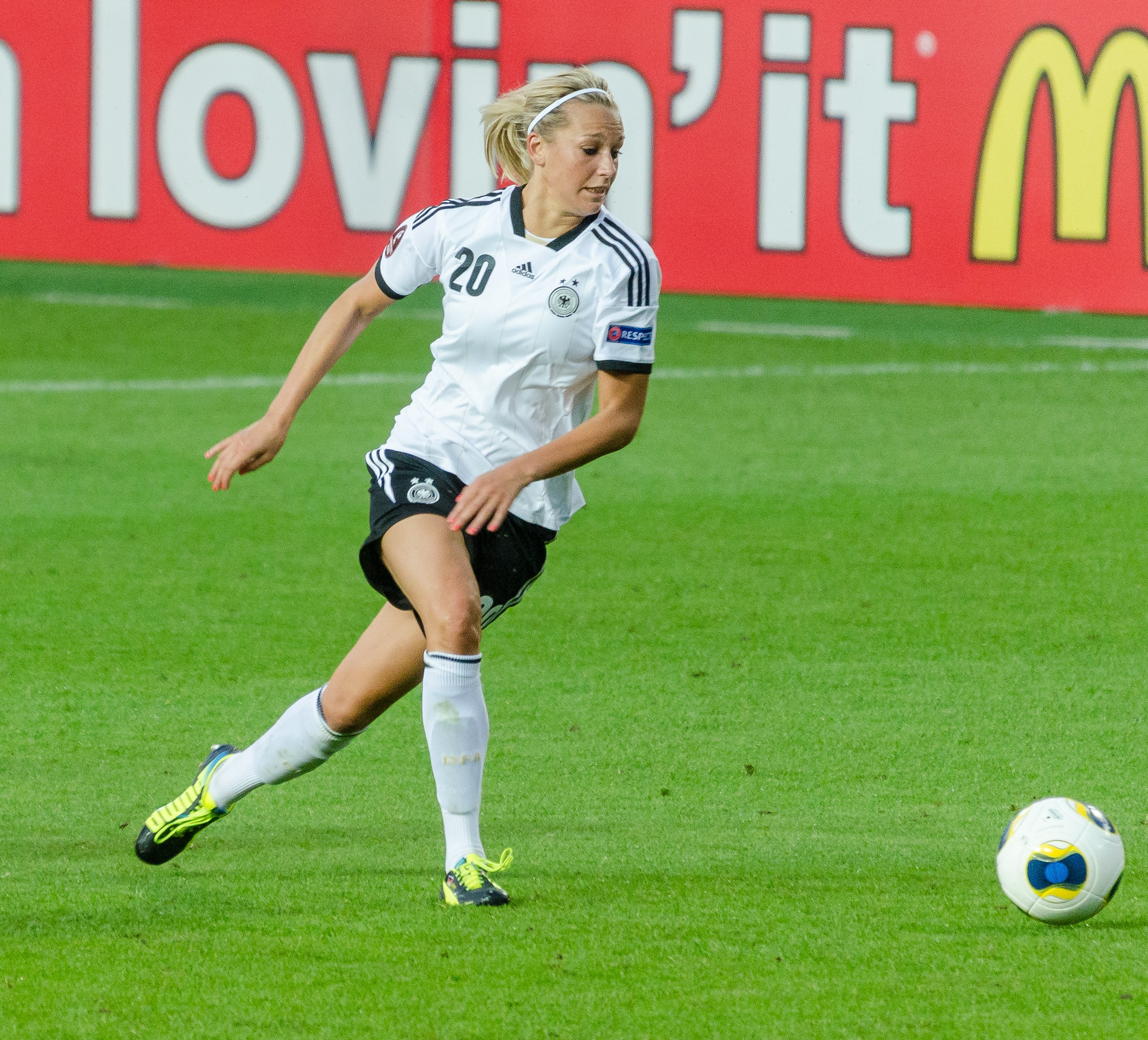
Goeßling met Duitsland op het EK 2013.

Goeßling maakte in februari 2008 haar debuut voor het Duitse nationale team in een wedstrijd tegen China. Hierna volgden twee eindtoernooien waarvoor Goeßling niet werd geselecteerd, het Olympische Zomerspelen 2008 en het EK 2009. Tijdens het WK 2011 was Goeßling voor het eerst actief op een eindtoernooi. Twee jaar later was ze eveneens van de partij op het EK 2013.
In 2016 won Goeßling een gouden medaille met Duitsland op het Olympische Zomerspelen 2016.
Het WK 2019 was het laatste eindtoernooi voor Goeßling. Na het toernooi maakte ze bekend te stoppen als international van Duitsland.
- Gemeinsame Normdatei: 1226955568
- Virtual International Authority File: 380161332371852420009